# Segunda Categoría de Aficionados de la Comunidad de Madrid
La Segunda Categoría de Aficionados de la Comunidad de Madrid, —conocida como Segunda Regional de Madrid— constituye el octavo nivel de competición de la Liga Española de Fútbol en la Comunidad de Madrid. Se encuentra inmediatamente por debajo de la Primera Categoría de Aficionados de la Comunidad de Madrid.

## Sistema de competición
La liga consiste en 8 grupos, formado cada uno de ellos por 18 equipos. Al término de la temporada los 2 primeros equipos de cada grupo ascienden directamente a la Primera Categoría de Aficionados de la Comunidad de Madrid.
Los 2 últimos de cada grupo y los peores antepenúltimos descienden directamente a la Tercera Categoría de Aficionados de la Comunidad de Madrid.

## Clubes participantes 2022-23

### Grupo 1
| Equipo                         | Localidad                  | Campo                                 |
| ------------------------------ | -------------------------- | ------------------------------------- |
| C.F. Hoyo de Manzanares        | Hoyo de Manzanares         | Campo de fútbol de Hoyo de Manzanares |
| C.F. Pozuelo de Alarcón B      | Pozuelo de Alarcón         | Valle de las Cañas                    |
| E.F. Madrid Oeste Boadilla     | Boadilla del Monte         | Polideportivo municipal Boadilla      |
| U.D. San Lorenzo               | San Lorenzo de El Escorial | La Herrería                           |
| C.D. El Escorial               | El Escorial                | Navaarmado                            |
| C.F. Quijorna                  | Quijorna                   | La Dehesa                             |
| A.D.C. Castilla                | San Lorenzo de El Escorial | La Herrería                           |
| C.D. Alpedrete                 | Alpedrete                  | Polideportivo municipal Alpedrete     |
| Gimnástica Colmenarejo C.F.    | Colmenarejo                | Polideportivo municipal Colmenarejo   |
| C.D. Puerta de Madrid          | Majadahonda                | Ciudad deportiva Wanda                |
| C.D. Galapagar B               | Galapagar                  | El Chopo                              |
| A.D. Ciringanillos             | Madrid                     | Nuestra Señora del Buen Camino        |
| C.D. Unión de Aravaca          | Madrid                     | Nuestra Señora del Buen Camino        |
| C.D. El Boalo                  | Cerceda                    | Polideportivo municipal Cerceda       |
| C.U. Collado Villalba B        | Collado Villalba           | Ciudad deportiva                      |
| C.D.E.F.P.A. Las Rozas         | Las Rozas de Madrid        | Recinto ferial                        |
| F.C. Villanueva del Pardillo C | Villanueva del Pardillo    | Juan Manuel Angelina                  |
| Aravaca C.F. B                 | Madrid                     | Antonio Sanfiz                        |

### Grupo 2
| Equipo                                        | Localidad                  | Campo                            |
| --------------------------------------------- | -------------------------- | -------------------------------- |
| C.F. Alalpardo                                | Valdeolmos-Alalpardo       | Juan Antonio Corbalán            |
| C.D.F. Tres Cantos B                          | Tres Cantos                | Jaime Mata Foresta               |
| C.D. Carranza                                 | San Sebastián de los Reyes | Rafael Delgado Rosa              |
| Juventud Sanse B                              | San Sebastián de los Reyes | Dehesa Vieja                     |
| U.D. San Sebastián de los Reyes C             | San Sebastián de los Reyes | Matapiñonera                     |
| Atlético Chopera Alcobendas 04                | Alcobendas                 | Ciudad deportiva Valdelasfuentes |
| C.D.E. Academia de Fútbol Alcobendas-Gandarío | Alcobendas                 | Ciudad deportiva Valdelasfuentes |
| Alcobendas C.F. Chamartín B                   | Alcobendas                 | Luis Aragonés                    |
| A.C.R. Atlético Alcobendas                    | Alcobendas                 | Polideportivo José Caballero     |
| Sporting Seis de Diciembre                    | Alcobendas                 | Parque de Navarra                |
| C.D.E. Remar C.F.                             | Ajalvir                    | Espartales                       |
| A.D. Naya                                     | Alcalá de Henares          | Isidro Cediel                    |
| A.D. Complutense Alcalá B                     | Alcalá de Henares          | Recinto ferial                   |
| Neumáticos Cervantes F.C.                     | Alcalá de Henares          | Ciudad deportiva El Juncal       |
| C.D. Bustarviejo                              | Bustarviejo                | Campo de fútbol de Bustarviejo   |
| C.D. Meco                                     | Meco                       | Polideportivo municipal Meco     |
| E.M.F. C.D. Cobeña                            | Cobeña                     | Polideportivo La Dehesa          |

### Grupo 3
| Equipo                       | Localidad             | Campo                             |
| ---------------------------- | --------------------- | --------------------------------- |
| C.D. El Pardo                | Madrid                | Mingorrubio                       |
| C.D. Rupe Sahagún            | Madrid                | Polideportivo Rodríguez Sahagún   |
| Atlético Santa Ana           | Madrid                | Andrés Navarrete                  |
| E.F. Barrio del Pilar        | Madrid                | Vicente del Bosque                |
| A.D. Oña Sanchinarro         | Madrid                | Oña Sanchinarro                   |
| C.D. Barajas                 | Madrid                | Nuestra Señora de la Soledad      |
| Club Fuentelarreyna          | Madrid                | Valdeyeros                        |
| C.F. Valdebebas              | Madrid                | Olímpico Hortaleza - Las Carcavas |
| C.D. Trivema Naval           | Madrid                | Trivema Naval                     |
| A.D. Fundación B             | Madrid                | Fundación                         |
| C.B. Nuestra Señora de Luján | Madrid                | Polideportivo La Masó             |
| A.D. Sporting Hortaleza C    | Madrid                | Polideportivo Sporting Hortaleza  |
| C.D. Spartac de Manoteras    | Madrid                | Spartac Manoteras                 |
| C.D. Chamartín Vergara       | Madrid                | Polideportivo José Caballero      |
| A.D. Villa Rosa              | Madrid                | Campo Nuevo Villa Rosa            |
| C.U. Collado Villalba C      | Collado Villalba      | Ciudad deportiva                  |
| C.D.F. Tres Cantos C         | Tres Cantos           | Jaime Mata Foresta                |
| Colegio Miramadrid           | Paracuellos de Jarama | Municipal Paracuellos             |

### Grupo 4
| Equipo                    | Localidad          | Campo                        |
| ------------------------- | ------------------ | ---------------------------- |
| A.D. Nuevo Baztán         | Nuevo Baztán       | Campo de fútbol Nuevo Baztán |
| Atlético Artilleros       | Madrid             | Valdebernardo                |
| E.D. Moratalaz C          | Madrid             | Dehesa de Moratalaz          |
| A.D. Escuder San Pascual  | Madrid             | La Concepción                |
| E.F. Concepción B         | Madrid             | La Concepción                |
| C.D. Dosa                 | Madrid             | Colegio Santo Domingo Savio  |
| Deportivo LFC             | Madrid             | La Elipa                     |
| Periso CF B               | Madrid             | Vicalvarada                  |
| Granate CF                | Madrid             | San Lamberto                 |
| U.D. La Paz Vallehermoso  | Madrid             | La Elipa                     |
| E.D.M. San Blas           | Madrid             | Municipal San Blas           |
| C.F. Amisport             | Madrid             | IDB San Pascual              |
| C.R. Guindalera           | Madrid             | Cotorruelo III               |
| E.F. Vicálvaro            | Madrid             | Polideportivo Vicálvaro      |
| E.D. Almudena             | Madrid             | La Almudena                  |
| Atlético Loeches          | Loeches            | Campo de fútbol de Loeches   |
| A.D.A. Toledo Olivos C.F. | Mejorada del Campo | Polideportivo La Dehesa      |
| C.F. Rayo 70 - Coslada    | Coslada            | El Olivo                     |

### Grupo 5
| Equipo                            | Localidad              | Campo                                     |
| --------------------------------- | ---------------------- | ----------------------------------------- |
| E.M.F. Águilas de Moratalaz       | Madrid                 | Polideportivo Moratalaz                   |
| ADEPO Palomeras                   | Madrid                 | Polideportivo Palomeras                   |
| Rayo Vallecano de Madrid C        | Madrid                 | Ciudad deportiva Fundación Rayo Vallecano |
| C.D. Mar Abierto                  | Madrid                 | Mar Abierto                               |
| C.D. Nacional de Madrid           | Madrid                 | Vicalvarada                               |
| F.C. Británico                    | Madrid                 | Cotorruelo II                             |
| C.D.E. Los Rosales de Villaverde  | Madrid                 | David Diez de la Cruz                     |
| Racing Villaverde C.F.            | Madrid                 | David Diez de la Cruz                     |
| A.D. Villaverde Bajo              | Madrid                 | Polideportivo Oroquieta Félix Rubio       |
| Vallecas C.F.                     | Madrid                 | Nuestra Señora de la Torre                |
| C.D. San Cristóbal de los Ángeles | Madrid                 | San Cristóbal                             |
| C.D. Santa Eugenia 1976           | Madrid                 | Santa Eugenia                             |
| Españoleto C.F.                   | Rivas-Vaciamadrid      | Palomeras Bajas                           |
| A.D. La Meca de Rivas             | Rivas-Vaciamadrid      | Cerro del Telégrafo                       |
| Rivas F.C.                        | Rivas-Vaciamadrid      | Polígono Santa Ana                        |
| E.F. Rivas Vaciamadrid B          | Rivas-Vaciamadrid      | El Vivero                                 |
| Sporting de Arganda C.F.          | Arganda del Rey        | Ciudad del Fútbol                         |
| Atlético Velilla                  | Velilla de San Antonio | Polideportivo municipal Velilla           |

### Grupo 6
| Equipo                    | Localidad | Campo                           |
| ------------------------- | --------- | ------------------------------- |
| A.D. E.F. Usera           | Madrid    | Colonia Zofio                   |
| C.D. E.F. Villa de Madrid | Madrid    | San Martín de Porres            |
| A.D. Gigantes             | Madrid    | Marqués de Samaranch            |
| C.D. Betis San Isidro     | Madrid    | Antiguo Canódromo               |
| C.D. Sporting Laguna      | Madrid    | Los Carmenes                    |
| C.D. Colonia Moscardó B   | Madrid    | Román Valero                    |
| Pasillo Verde Arganzuela  | Madrid    | Cotorruelo I                    |
| E.M.F. Aluche B           | Madrid    | Polideportivo de Aluche         |
| C.F. Águilas del Lucero   | Madrid    | Castroserna                     |
| A.C.D. Lucero-Linces B    | Madrid    | Castroserna                     |
| Casa de Canarias          | Madrid    | La Chimenea                     |
| C.F. Madrid Río           | Madrid    | Cotorruelo II                   |
| A.J.D.C. La Mancha        | Madrid    | Pradolongo David González Rubio |
| C.D.A. Retiro Sur         | Madrid    | Cotorruelo I                    |
| A.D.C. San Fermín         | Madrid    | Parque Lineal Manzanares        |
| A.D. Orcasitas B          | Madrid    | Asociación Vecinal de Orcasitas |
| C.D. Goya                 | Madrid    | Barrio Goya                     |
| E.D. Moratalaz D          | Madrid    | Dehesa de Moratalaz             |

### Grupo 7
| Equipo                        | Localidad             | Campo                           |
| ----------------------------- | --------------------- | ------------------------------- |
| SAD Marianistas Amorós        | Madrid                | Colegio Amorós                  |
| La Mutual Juan XXIII          | Madrid                | Piqueñas                        |
| A.D. Piqueñas                 | Madrid                | Piqueñas                        |
| A.D. Alcorcón C               | Alcorcón              | Anexo de Santo Domingo          |
| C.D. Atlético Cañada Alcorcón | Alcorcón              | Alfredo Cenarriaga              |
| C.D. Libertad Alcorcón        | Alcorcón              | Alfredo Cenarriaga              |
| A.D. Ancora Aranjuez          | Aranjuez              | Las Olivas                      |
| C.D. Colmenar de Oreja        | Colmenar de Oreja     | Municipal Colmenar de Oreja     |
| A.D. Alhóndiga                | Getafe                | Polideportivo Giner de los Ríos |
| A.D.C. Brunete                | Getafe                | Rosalía de Castro               |
| SAD A.V. Caserío Perales      | Getafe                | Polideportivo Perales del Río   |
| C.D. Getafe City              | Getafe                | Juan de la Cierva               |
| C.D. Griñón                   | Griñón                | La Mina                         |
| A.D. Parla B                  | Parla                 | Javier Camuñas                  |
| E.M.F. San Martín de la Vega  | San Martín de la Vega | Municipal San Martín de la Vega |
| C.D. Inter de Valdemoro B     | Valdemoro             | Polideportivo El Restón         |
| C.D. Villaconejos             | Villaconejos          | Municipal Villaconejos          |
| A.D. Villaviciosa de Odón B   | Villaviciosa de Odón  | Municipal Villaviciosa de Odón  |

### Grupo 8
| Equipo                                | Localidad           | Campo                           |
| ------------------------------------- | ------------------- | ------------------------------- |
| C.D. Las Fuentes de Fuenlabrada       | Móstoles            | La Peña                         |
| C.D. La Avanzada                      | Fuenlabrada         | Irene Ferreras                  |
| Cultural D. Miraflor                  | Fuenlabrada         | El Arroyo                       |
| C.D. Lugo Fuenlabrada B               | Fuenlabrada         | El Naranjo                      |
| C.D. Ciudad de Fuenlabrada El Naranjo | Fuenlabrada         | El Naranjo                      |
| Brokemboro F.C.                       | Fuenlabrada         | El Naranjo                      |
| C.D. Atlético Fuenlabreño             | Fuenlabrada         | La Aldehuela                    |
| Atlético Garvin                       | Fuenlabrada         | La Aldehuela                    |
| C.D.M. Arroyomolinos                  | Arroyomolinos       | Polideportivo La Dehesa         |
| C.D. Fortuna B                        | Leganés             | Polideportivo La Fortuna        |
| A.D. Sporting Bazán                   | Leganés             | El Carrascal                    |
| A.D. Unión Carrascal                  | Leganés             | El Carrascal                    |
| C.D. Leganés C                        | Leganés             | Anexo de Butarque               |
| C.D. Villa del Prado                  | Villa del Prado     | Alcalde Carlos González Redondo |
| E.M.F. Moraleja de Enmedio            | Moraleja de Enmedio | La Dehesa                       |
| C.D. El Álamo B                       | El Álamo            | Facundo Rivas                   |
| E.F. Atlético Casarrubelos            | Casarrubuelos       | Municipal Casarrubuelos         |
| C.D. San Pedro de Humanes             | Humanes de Madrid   | Vicente Temprado                |

## Estructura de categorías en la Comunidad de Madrid para la temporada 2022/23
| 1.ª | Primera División                   | 4 equipos   |
| 2.ª | Segunda División                   | 1 equipo    |
| 3.ª | Primera Federación                 | 6 equipos   |
| 4.ª | Segunda Federación                 | 5 equipos   |
| 5.ª | Tercera Federación                 | 16 equipos  |
| 6.ª | Regional Preferente de Aficionados | 36 equipos  |
| 7.ª | Primera Categoría de Aficionados   | 80 equipos  |
| 8.ª | Segunda Categoría de Aficionados   | 152 equipos |
| 9.ª | Tercera Categoría de Aficionados   | 240 equipos |